# Pico (Italia)
Pico è un comune italiano di 2 599 abitanti della provincia di Frosinone nel Lazio.

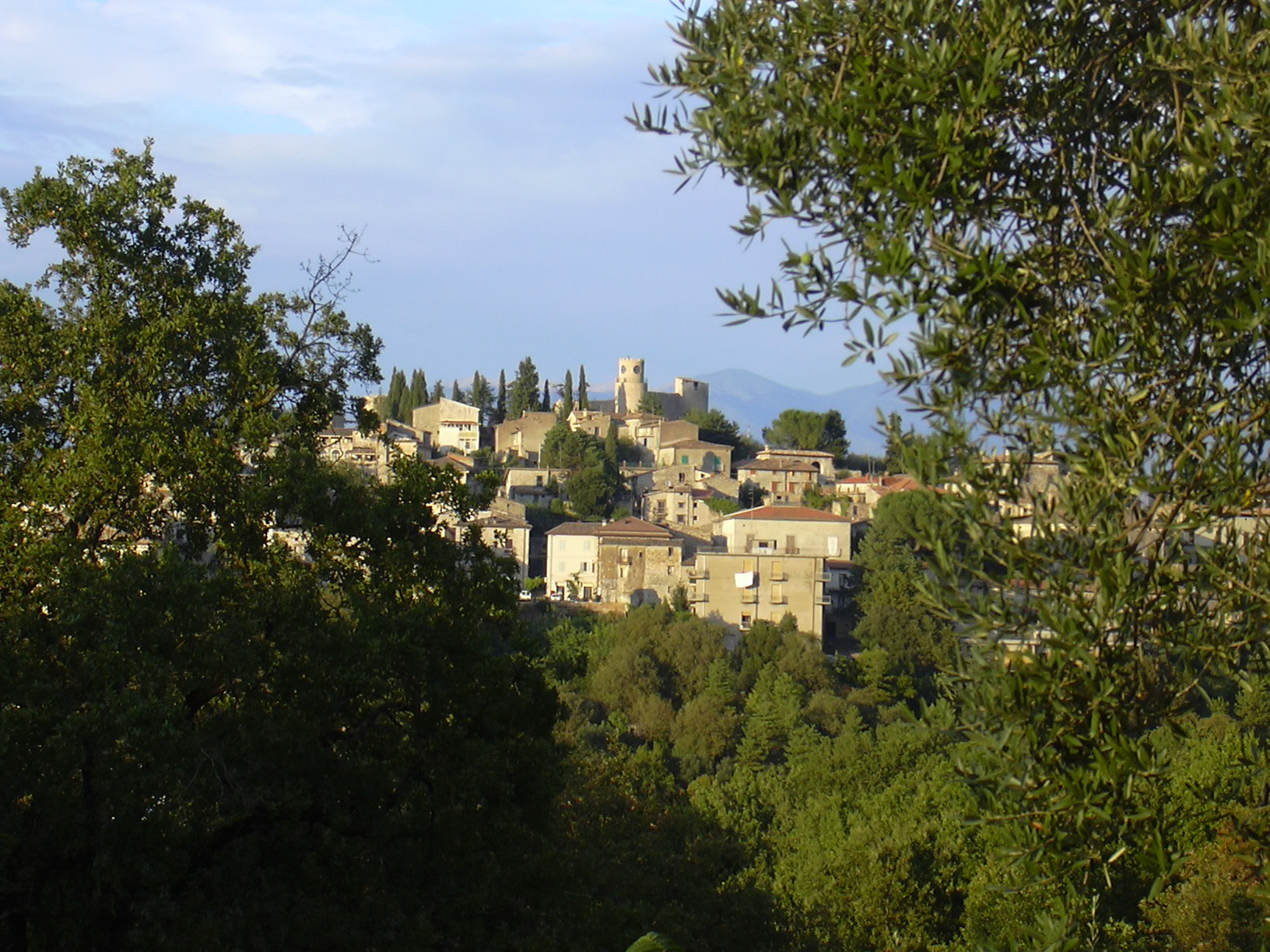
Panorama

## Geografia fisica

### Territorio
Il territorio del comune di Pico si trova in una fascia altimetrica che va dai 100 m s.l.m. agli 800 m s.l.m., presentando una grande varietà di paesaggi.
A grandi linee, procedendo da nord in senso orario, il territorio comunale si presenta prima pianeggiante e quindi collinare, verso sud-est, dove raggiunge i 640 metri del monte Pota, quindi si innalza nella parte più meridionale, dove arriva ai 720 m del monte Sordo, ai 662 m del colle Mucoreglia, continuando con un andamento collinare su tutto il lato occidentale, dove si arriva ai 468 m del colle Tombara, ai 450 m del monte Va' Perrotta e i 375 m del colle Calcarale.
Tutto il territorio di Pico è attraversato da diversi torrenti, che scorrono nei valloni che si sono creati tra un colle ed un altro, come il fosso Forma di Sant'Oliva, che scorre proprio sotto il paese.

### Clima
Classificazione climatica: zona D, 1478 GR/G

## Origini del nome
Secondo una tesi priva di fondamento deve il suo nome da Picus, mitologico primo re del Lazio generato da Saturno.
In realtà il nome medievale "Lupica" o "Pica", che si riflette nella denominazione dialettale "Gliù Pic'", ossia "il Pico", farebbe pensare a un collegamento con la ghiandaia, uccello che nei dialetti di Roma e di Napoli ha il nome di "Pica" (A. Pokorný, Storia illustrata dei tre regni della natura, I, Praga 1872).

## Storia
Le prime notizie del centro fortificato detto castrum Lupica, oppure Pica o Picanum, risalgono all'XI secolo, quando faceva parte della contea longobarda di Pontecorvo. Nel 1055 passò sotto il dominio dell'abbazia di Montecassino, a cui fu tolto nel 1066; sappiamo che nel 1091 il normanno Riccardo dell'Aquila si definisce conte di Pico. Nel 1123 ne era signore Riccardo Pignardo, che con l'inganno fece venire Leone, console di Fondi e il figlio Pietro e li imprigionò nella rocca di Pico per consegnarli a Riccardo di Carinola, allora duca di Gaeta. I due prigionieri furono liberati nel 1124, per ordine di papa Callisto II, dall'abate cassinese Oderisio che assediò e espugnò il castello e ricevette dal papa il dominio su Pico. L'anno dopo il dominio di Montecassino fu confermato da Giordano II, principe di Capua.
A partire dal XVI secolo entrò a far parte dei possedimenti della casa Farnese per passare nel secolo XVIII nell'amministrazione degli Stati mediceo farnesiani.
Nelle ultimissime fasi della seconda guerra mondiale, gli abitanti del comune di Pico subirono diversi episodi riferibili alle marocchinate, stupri di massa compiuti dalle truppe algerine all'interno del contingente alleato francese. In totale furono stuprate nel comune 98 donne.

### Simboli
Lo stemma e il gonfalone sono stati concessi con decreto del presidente della Repubblica del 5 agosto 1962.
Nello stemma comunale è rappresentato un castello con tre torri, la centrale delle quali è sormontata da una pica, ovvero una gazza.
Il gonfalone è un drappo partito di rosso e di bianco.

## Monumenti e luoghi d'interesse

### Architetture religiose
- Chiesa di Sant'Antonino Martire
- Chiesa di Santa Marina
- Chiesa di San Rocco
- Chiesa di Santa Maria in Campo

### Architetture militari
- Il Castello Farnese[9]

### Aree naturali
- Parco naturale dei Monti Aurunci

## Società

### Evoluzione demografica
Abitanti censiti

### Religione
La popolazione professa per la maggior parte la religione cattolica nell'ambito della diocesi di Sora-Cassino-Aquino-Pontecorvo

## Cultura

### Istruzione

#### Biblioteche
A Pico è presente una delle 15 biblioteche che compongono il Sistema Bibliotecario Valle dei Santi.

#### Scrittori
Il 9 agosto 1908 a Pico è nato lo scrittore Tommaso Landolfi.

## Economia
Pico fa parte del distretto tessile della Valle del Liri, specializzato nell'industria tessile.
Di seguito la tabella storica elaborata dall'Istat a tema Unità locali, intesa come numero di imprese attive, ed addetti, intesi come numero di addetti delle imprese locali attive (valori medi annui).
|           | 2015                  |                              |                            |                |                       |                     | 2014                  |                | 2013                  |                |
| --------- | --------------------- | ---------------------------- | -------------------------- | -------------- | --------------------- | ------------------- | --------------------- | -------------- | --------------------- | -------------- |
|           | Numero imprese attive | % Provinciale Imprese attive | % Regionale Imprese attive | Numero addetti | % Provinciale Addetti | % Regionale Addetti | Numero imprese attive | Numero addetti | Numero imprese attive | Numero addetti |
| Pico      | 121                   | 0,36%                        | 0,03%                      | 193            | 0,18%                 | 0,01%               | 122                   | 187            | 119                   | 180            |
| Frosinone | 33.605                |                              | 7,38%                      | 106.578        |                       | 6,92%               | 34.015                | 107.546        | 35.081                | 111.529        |
| Lazio     | 455.591               |                              |                            | 1.539.359      |                       |                     | 457.686               | 1.510.459      | 464.094               | 1.525.471      |

Nel 2015 le 121 imprese operanti nel territorio comunale, che rappresentavano lo 0,36% del totale provinciale (33.605 imprese attive), hanno occupato 193 addetti, lo 0,18% del dato provinciale; in media, ogni impresa nel 2015 ha occupato un addetto (1,60).

## Amministrazione
Nel 1927, a seguito del riordino delle circoscrizioni provinciali stabilito dal regio decreto n. 1 del 2 gennaio 1927, per volontà del governo fascista, quando venne istituita la provincia di Frosinone, Pico passò dalla provincia di Terra di Lavoro a quella di Frosinone.

### Altre informazioni amministrative
- Fa parte della Comunità Montana XVI Monti Ausoni di Pico e del Parco naturale dei Monti Aurunci.
- È stato inserito tra I borghi più belli d'Italia.

## Sport

### Automobilismo

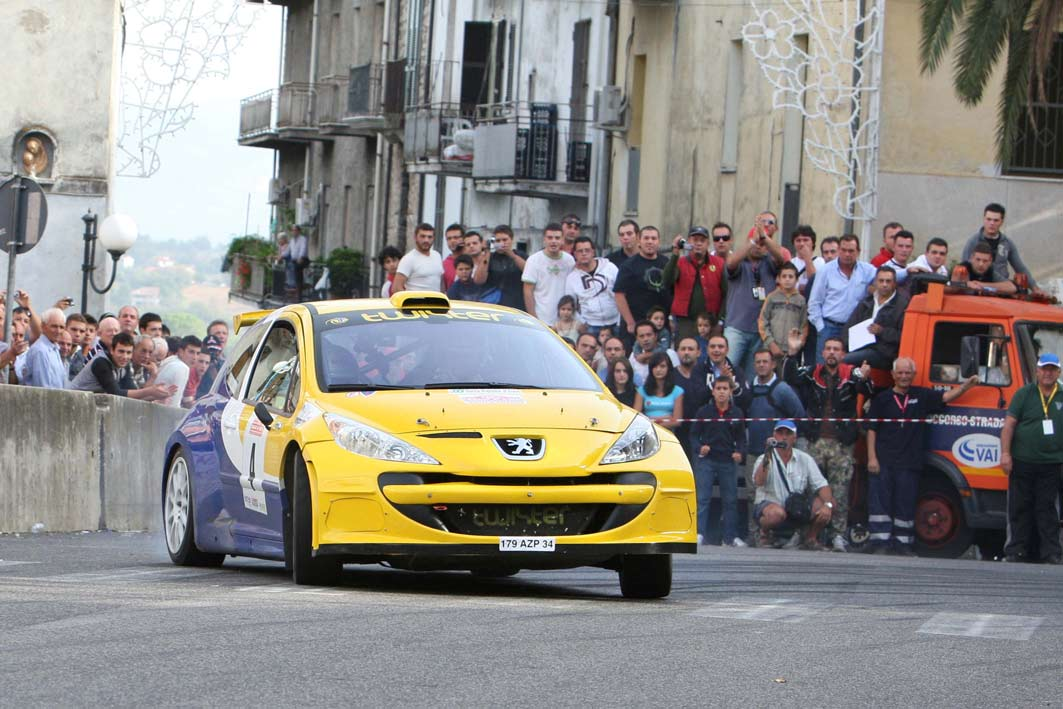
Rally di Pico 2008: una Peugeot 207 percorre la piazza principale

Il Rally di Pico è una gara rallystica che si svolge ogni anno nel primo week end di settembre ed è giunto nel 2016 alla sua 38ª edizione.
Peculiarità del rally è il passaggio nella piazza centrale del paese dove ogni anno gli spettatori si danno appuntamento per vedere i passaggi delle auto da competizione; un'altra particolarità è quella di essere l'unico rally in Italia ad essere organizzato con una licenza comunale.

### Ciclismo
Da alcuni anni Pico è sede del gruppo "I lupi degli Aurunci"; la passione comune per la mountain bike ha creato un gruppo consolidato che ogni anno partecipa ad importanti eventi nazionali ed internazionali.